# Sid Watkins
Sid Watkins (născut Eric Sidney Watkin), (n. 6 septembrie 1928 - d. 12 septembrie 2012), a fost un medic neurochirurg de renume mondial, care a fost medicul Formulei 1 timp de 36 de ani, mergând ca reprezentant medical al FIA la toate cursele, unde era primul sosit la fața locului în caz de accident.